# Gesneria wrightii
Gesneria wrightii är en tvåhjärtbladig växtart som beskrevs av Ignatz Urban. Gesneria wrightii ingår i släktet Gesneria och familjen Gesneriaceae. Inga underarter finns listade i Catalogue of Life.